# تشامبة (غيزانية)
تشامبة (بالفارسية: چمبه) هي منطقة سكنية وتقع في إيران في قسم غيزانية الريفي. يقدر عدد سكانها بـ 71 نسمة .